# Rivière Shipshaw
Rivière Shipshaw är ett vattendrag i Kanada.   Det ligger i provinsen Québec, i den östra delen av landet, 500 km nordost om huvudstaden Ottawa.
Omgivningarna runt Rivière Shipshaw är en mosaik av jordbruksmark och naturlig växtlighet. Runt Rivière Shipshaw är det ganska tätbefolkat, med 179 invånare per kvadratkilometer.